# Kamuflaż (powieść)
Kamuflaż (oryg. ang. Camouflage) – powieść fantastycznonaukowa amerykańskiego pisarza Joego Haldemana. Powieść ukazała się w 2004 r., polskie wydanie, w tłumaczeniu Iwony Michałowskiej, wydało Wydawnictwo Dolnośląskie w 2008 r. Powieść otrzymała nagrody Nebula oraz Jamesa Tiptree Jr. w 2004 r.

## Fabuła
Od wieków dwóch Obcych mieszka na Ziemi nie wiedząc o sobie. Jeden jest badaczem, drugi cynicznym zabójcą. W końcu spotykają się na hawajskiej wyspie podczas wydobywania pozaziemskiego obiektu w XXI wieku.